# Trojan War
Trojan War est un film américain de George Huang (en) sorti en 1997.

## Fiche technique
- Réalisation : George Huang
- Scénario : Andy Burg, Scott Myers
- Durée : 84 minutes
- Musique : George S. Clinton
- Distribution : Warner Bros. Pictures

## Distribution
- Will Friedle : Brad Kimble
- Jennifer Love Hewitt : Leah Jones
- Marley Shelton : Brooke Kingsley
- Danny Masterson : Seth
- Jason Marsden : Josh
- Eric Balfour : Kyle
- Jennie Kwan (en) : Trish
- Charlotte Ayanna (en) : Nina
- Lee Majors : Officer Austin